# Peñaflor, Chile
Peñaflor är en stad i Talaganteprovinsen i regionen Región Metropolitana de Santiago i centrala Chile. Den är belägen sydväst om huvudstaden Santiago och folkmängden uppgick till cirka 83 000 invånare vid folkräkningen 2017.